# Dobrzyki
Dobrzyki (niem. Weinsdorf)– wieś w Polsce położona w województwie warmińsko-mazurskim, w powiecie iławskim, w gminie Zalewo.

## Historia
Osadnictwo w okolicach wsi ma długa tradycję. Na północ i na północny wschód odnaleziono ślady po dwóch staropruskich grodziskach.
Wieś lokowana przez komtura dzierzgońskiego w 1287 r. na prawie chełmińskim. Sołtys Wigand otrzymał 60 włók. Dokument lokacyjny z 30 marca 1304 r. wystawił mistrz krajowy – Konrad Sack. Sołtys otrzymał 6 włók wolnych od czynszu wraz z jedną trzecią wpływów z niższego sądownictwa. Cztery włóki przeznaczono na utrzymanie kościoła. Wolniznę wyznaczono na 10 lat, po których chłopi mieli świadczyć dziesięcinę dla proboszcza oraz płacenia podatku na rzecz państwa zakonnego w wysokości 16 skojców i dwój kur od włóki rocznie. Zobowiązani zostali także to odbywania tłoki w Przezmarku. Mieszkańcy wsi uzyskali także prawo połowu ryb „małym sprzętem” na pobliskich jeziorach Ewingi i Jeziorak. Księgi czynszowe z roku 1410 i 1411 wymieniają we wsi wiatraki i dwie karczmy. W tym okresie we wsi 36 włók było obsadzonych a 12 pozostawało pustymi.
W późniejszych czasach obszar wsi uległ zwiększeniu na skutek włączenia pastwisk po zanikłej wsi pruskiej Kabity (położona na zachodnim brzegu jeziora Ewingi).
Wieś była kilkakrotnie niszczona przez pożary (pożar z drugiej połowy XIX w. zniszczył jedną czwartą zabudowań), wojny szwedzkie i napoleońskie. W roku 1782 było we wsi 71 domów, w 1858 82 domu z 723 mieszkańcami. W 1939 r. gmina Dobrzyki (wraz z Kozinami) liczyła 172 gospodarstwa domowe z 732 mieszkańcami. 467 spośród nich utrzymywało się z rolnictwa lub leśnictwa, 134 z pracy w przemyśle lub rzemiośle, 21 z pracy w handlu i komunikacji. Gospodarstwa rolne były zazwyczaj duże. Jedynie 12 gospodarstw było w klasie wielkości 0,5-5 ha, 9 – w przedziale 5-10 ha, 12 o areale w granicach 10-20 ha i 22 o powierzchni 20-100 ha.

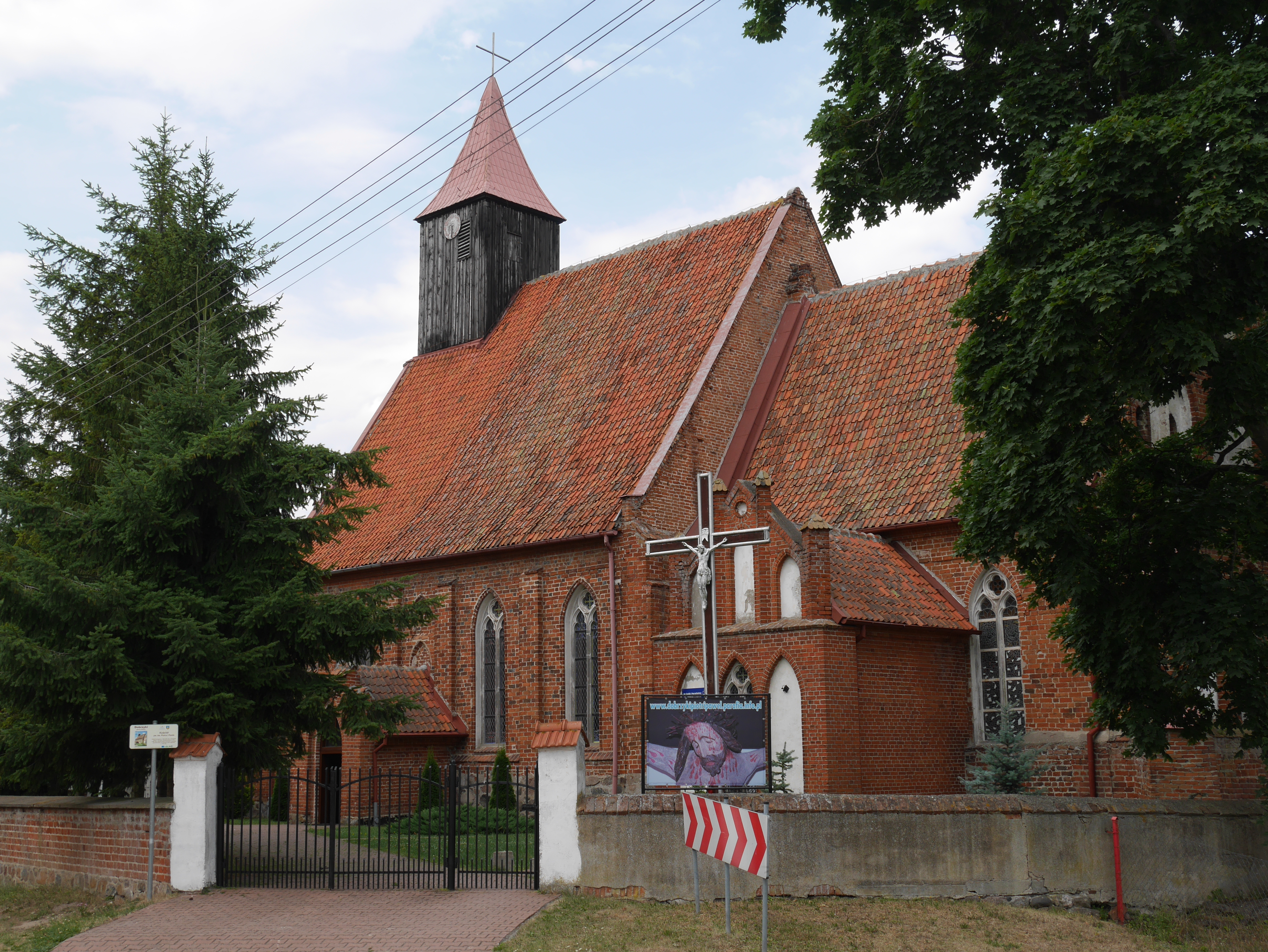
Kościół parafialny pw. świętych Piotra i Pawła

Kościół wybudowano przed rokiem 1320. Od XVI w. odbywały się tu nabożeństwa w języku polskim dla licznie mieszkających w okolicy Polaków. Po reformacji kościół stał się filią parafii w Zalewie i obsługiwali go polscy diakoni. Jeszcze w 1890 roku było tu około 100 polskich parafian (ściślej mówiących językiem polskim). W 1818 r. do parafii w Dobrzykach należało 1626 osób oraz wsie: Bukowiec, Czaplak, Jerzwałd, Jezierce, Kiemiany, Kiemiańskie Nowiny, Likszany, Matyty, leśniczówka Najka, Polajny, Rucewo, Rudnia, Siemiany i Stare Swale (obecnie prawdopodobnie jest to leśniczówka Szwalewo nad jeziorem Urowiec).
Obecnie kościół należy do Parafii św. Apostołów Piotra i Pawła w Dobrzykach.
W księgach starostwa przezmarskiego z roku 1601 pojawiają się licznie polskie nazwiska (z Dobrzyk): Maciej Szczuka, Jakub Krupka, Sobiech Pieszko (Pieschke), Maciej Piłak, Jerzy Piwko. W późniejszych latach także pojawiają się nazwiska: Konopacki, Dębski, Majewski, Puchała, Krogul, Czołba, Komorowski, Kamiński, Gąbkowski.
Szkoła została założona najprawdopodobniej już po reformacji. Na początku XX w. była to szkoła trójklasowa, potem czteroklasowa z trzema nauczycielami. Do szkoły chodziły dzieci z Dobrzyk, Bednarzówki, Jezierców, Kiemian, Kozin, Polajn i Rudni.
W latach 1954–1957 wieś należała i była siedzibą władz gromady Dobrzyki, po jej zniesieniu w gromadzie Zalewo. W roku 1973 wieś należała do powiatu morąskiego, gmina i poczta Zalewo. W latach 1975–1998 miejscowość administracyjnie należała do województwa olsztyńskiego.

## Okolice
Grodzisko (niem. Burghügel) – pagórek znajdujący się około 2 km na północny zachód od wsi Dobrzyki i na południowy zachód od jeziora Ewingi.
Krzywa Góra (niem. Schiefer Berg) – góra o wysokości 120 m, położona około jednego kilometra na północny wschód od wsi Dobrzyki.